# Armada Boliviana
La Armada de Bolivia (AB), conocida también como Fuerza Naval de Bolivia (FNB) corresponde a la rama marítima de las Fuerzas Armadas de Bolivia. Debido a que es una fuerza eminentemente fluvial y lacustre, nunca poseyó una flota naval marítima. Actualmente se estima que tiene un tamaño que ronda entre los 5000 a los 5500 efectivos. Concentra sus operaciones en el control, patrullaje, transporte y apoyo logístico de unidades militares, además de la construcción en astilleros y mantenimiento de los buques y patrulleras que opera.

## Organización jurisdiccional de la Fuerza Naval Boliviana

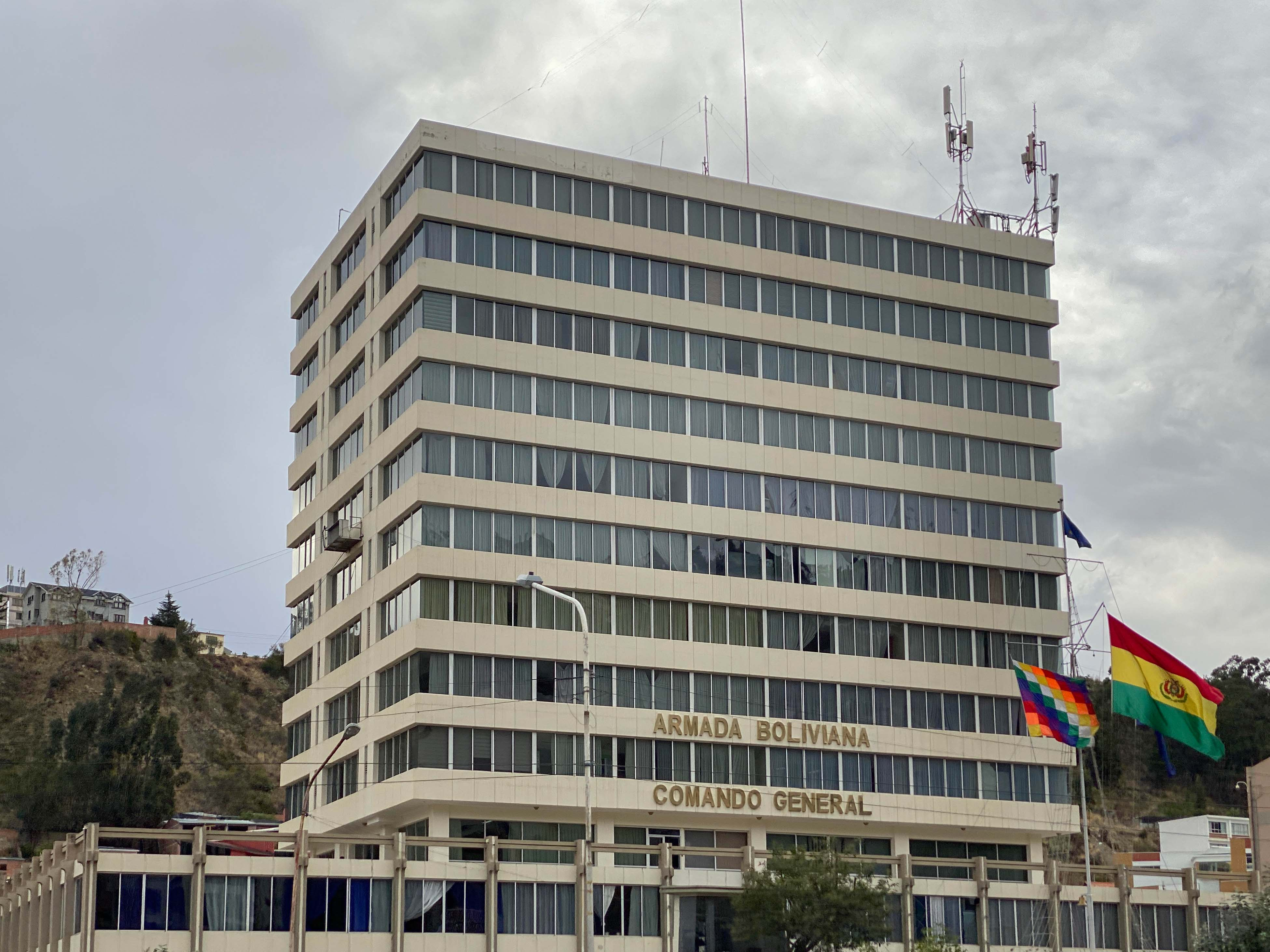
Edificio del Comando General de la Armada Boliviana en La Paz.

La Fuerza Naval Boliviana cubre el extenso territorio fluvial y lacustre boliviano dividiendo sus funciones entre las siguientes Áreas Navales y Distritos Navales, nótese que los nombres de estas unidades derivan de la cuenca fluvial o región en la que operan:
- A.N. 1 "COCHABAMBA"
- A.N. 2 "SANTA CRUZ"
- A.N. 3 "BERMEJO"
- A.N. 4 "LA PAZ"

- DN1 Primer Distrito Naval "BENI"
- DN2 Segundo Distrito Naval "MAMORE"
- DN3 Tercer Distrito Naval "MADERA"
- DN4 Cuarto Distrito Naval "TITICACA"
- DN5 Quinto Distrito Naval "SANTA CRUZ DE LA SIERRA"
- DN6 Sexto Distrito Naval "COBIJA"

## Historia
La institución fue creada el 19 de noviembre de 1826 por el entonces presidente de Bolivia, Antonio José de Sucre como Escuadra Naval, con sede en el Puerto de Cobija. Las primeras embarcaciones bolivianas formaron parte de la escuadra de la Confederación Perú-Boliviana entre los años 1836-1839. Debido a que la escuadra carecía de estructura de organización, fue disuelta antes de la Guerra del Pacífico (1879–1883).
Durante la guerra del Acre (1899–1903), ante la falta de caminos adecuados para movilizar el material bélico y soldados, el gobierno boliviano se vio en la necesidad de establecer dentro del Ejército de Bolivia una rama fluvial - lacustre.
En 1939, el Ejército de Bolivia crea la Escuela de Mecánica y de Navegación en la ciudad de Riberalta, a orillas de los ríos Beni y Madre de Dios.
El 4 de enero de 1963, el Ejército de Bolivia, sobre la base de su VI División, reorganiza su rama naval como Fuerza Fluvial Lacustre.
El 8 de enero de 1966 se crea la Fuerza Naval Boliviana como tercer componente de las Fuerzas Armadas bolivianas. El 23 de diciembre de 1981, la institución cambia de nombre a Armada Boliviana y se instituye el 24 de abril como Aniversario de la rama castrense.

## Infantería de Marina

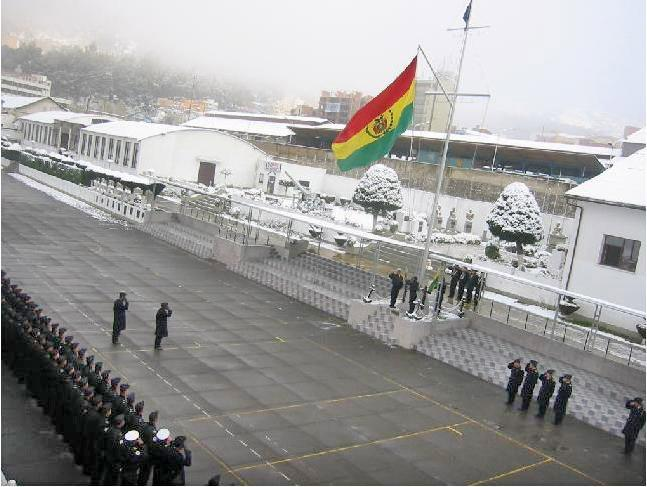
Colegio Naval de Bolivia en invierno en la ciudad de La Paz.

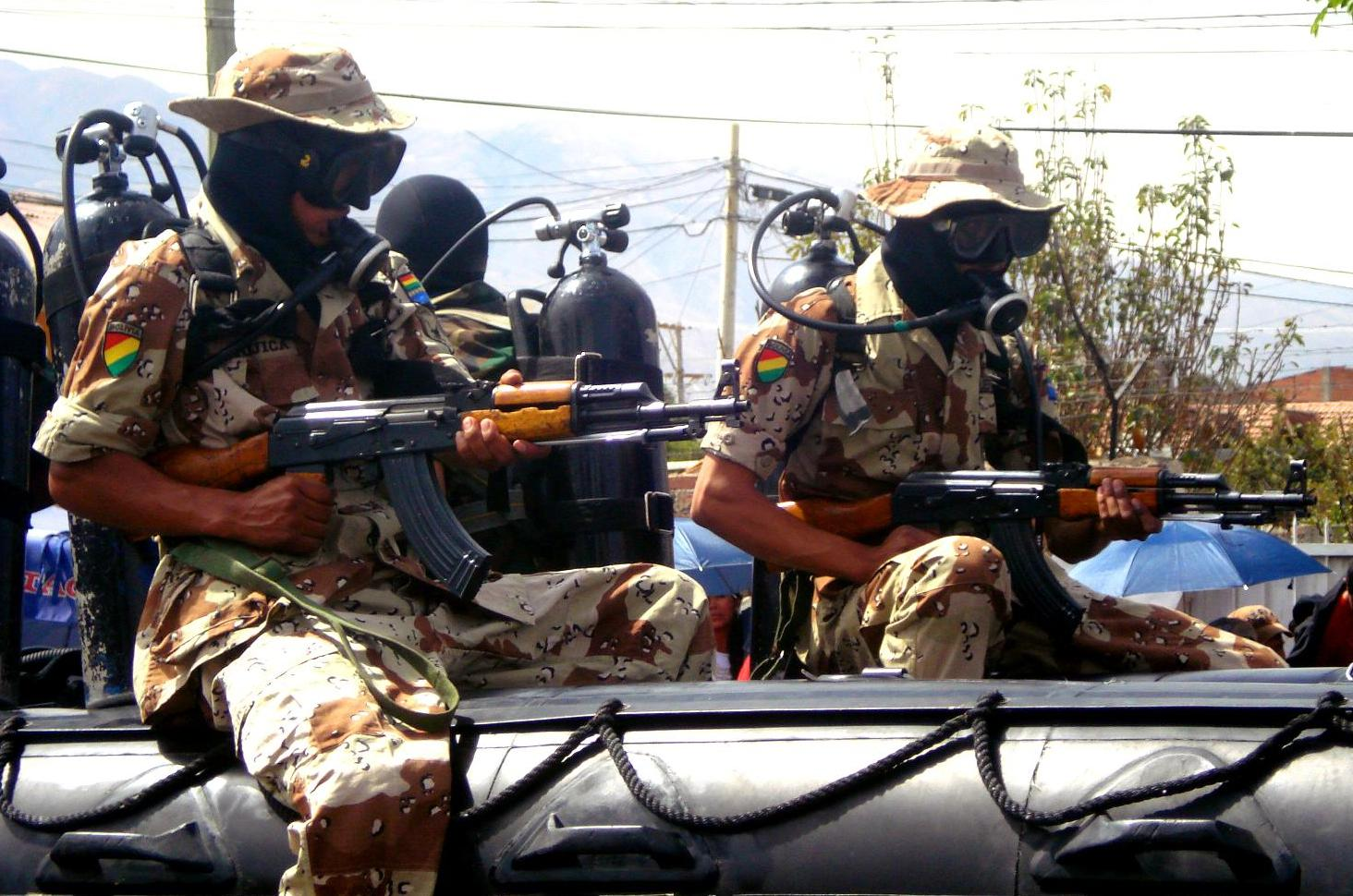
Infantería de marina boliviana encima de botes inflables.

El componente de infantería de marina de la FNB se origina con la creación del Batallón de Infantería de Marina Almirante Grau en la década de los 1980. Esta unidad de 600 hombres se asienta en la base naval de Tiquina, en el lago Titicaca. Posteriormente cambia de nombre a Batallón de Infantería de Marina Independencia, con asiento en Chua (No confundir con el RI17 Independencia del EB). El personal de esta unidad forma parte de la Fuerza de Tareas Diablos Azules. Actualmente existen siete batallones de infantería distribuidos de la siguiente manera:
Primer Distrito Naval "Beni"
- Batallón de Infantería de Marina I "Bagué"

Segundo Distrito Naval "Mamoré"
- Batallón de Infantería de Marina II "Tocopilla"

Tercer Distrito Naval "Madera"
- Batallón de Infantería de Marina III "Mejillones"

Cuarto Distrito Naval "Titicaca"
- Batallón de Infantería de Marina IV "Alianza"
- Batallón de Infantería de Marina Mecanizada VI "Independencia"

Quinto Distrito Naval "Santa Cruz de la Sierra"
- Batallón de Infantería de Marina V "Calama"

Sexto Distrito Naval "Pando"
- Batallón de Infantería de Marina VII "Columna Porvenir"

## Policía Naval

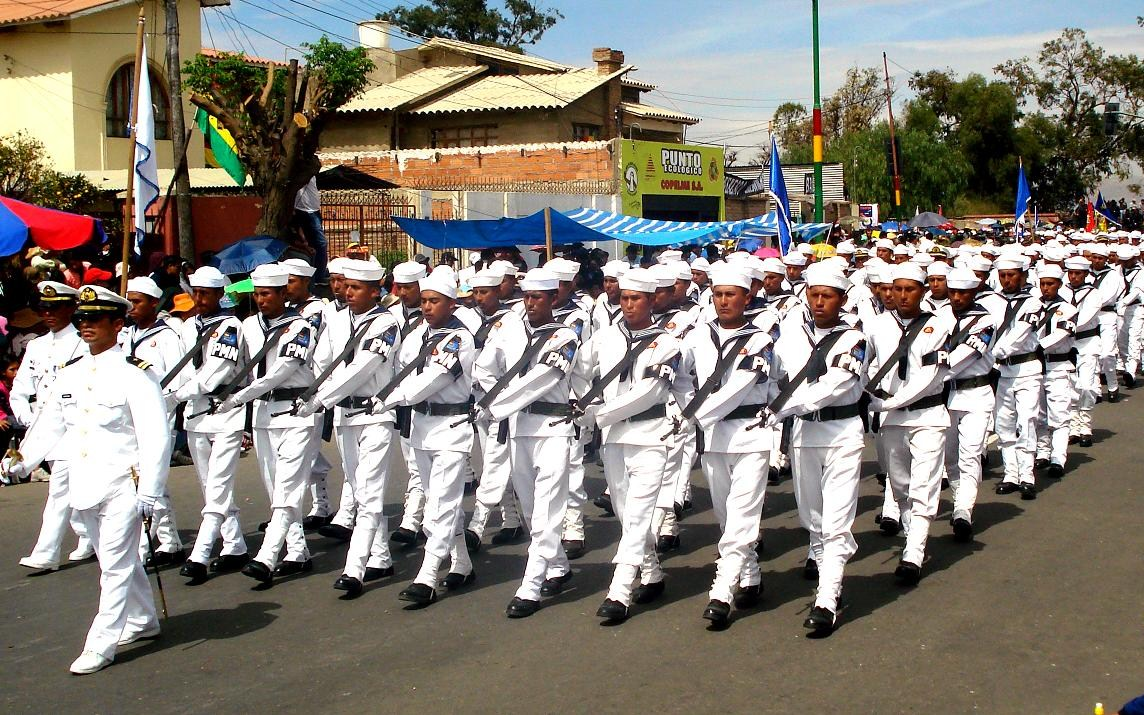
Policías militares navales durante un desfile en Bolivia.

Especialidad similar a su contraparte en el Ejército, llevando a cabo operaciones como Protección a Personas Importantes (PPI), Seguridad Física (SEF) o Patrullaje de Instalaciones (PAT), con agregados navales como señales o protocolo. Existen destacamentos de PM Naval en todas las sedes de Distrito o Área Naval de la FNB, pero solo las siguientes tienen unidades a nivel Batallón:
A.N. 4 "La Paz"
- Batallón de Policía Militar Naval n.º 1

A.N. 1 "Cochabamba"
- Batallón de Policía Militar Naval n.º 2 "CN. TORRICO"

A.N. 2 "Santa Cruz"
- Batallón de Policía Militar Naval n.º 3

Cuarto Distrito Naval "Titicaca"
- Batallón de Policía Militar Naval n.º 4

Quinto Distrito Naval "Yacuiba"
- Batallón de Policía Militar Naval n.º 5

### Unidades Especiales
- Fuerza de Tarea "Diablos Azules"
- Servicio de Inteligencia Naval (SINDA)
- Grupo de Reacción Inmediata (GRIN)
- El Centro de Instrucción de Buceo en Altura
- Centro de Instrucción de Comandos Anfibios
- Servicio de Búsqueda y Rescate de la Armada Boliviana (S.B.R.A.B.)

## Escalafón militar
La jerarquía dentro de la Armada Boliviana se divide en dos. La primera reagrupa a los Oficiales y la segunda, a los Suboficiales y clases.  
Personal de Oficiales del Ejército
| Rango              | Oficiales Generales | Oficiales Generales | Oficiales Generales | Oficiales superiores | Oficiales superiores | Oficiales superiores | Oficiales Subalternos | Oficiales Subalternos | Oficiales Subalternos |
| ------------------ | ------------------- | ------------------- | ------------------- | -------------------- | -------------------- | -------------------- | --------------------- | --------------------- | --------------------- |
| Uniforme de salida |                     |                     |                     |                      |                      |                      |                       |                       |                       |
| Uniforme de faena  |                     |                     |                     |                      |                      |                      |                       |                       |                       |
| Grado              | Almirante           | Vicealmirante       | Contraalmirante     | Capitán de Navío     | Capitán de Fragata   | Capitán de Corbeta   | Teniente de Navío     | Teniente de Fragata   | Alférez               |

Personal de Suboficiales y Clases del Ejército
|                    |                    |                  |                    |                    |                    |                  |                  |                  |                                                 |                                 |       |  |
| Rango              | Suboficiales       | Suboficiales     | Suboficiales       | Suboficiales       | Suboficiales       | Sargentos        | Sargentos        | Sargentos        | Clase                                           | Clase                           | Clase |  |
| Uniforme de salida |                    |                  |                    |                    |                    |                  |                  |                  | Archivo:Cabo conscripto (Seaman Apprentice).gif | Archivo:Marinero de primera.jpg |       |  |
| Uniforme de faena  |                    |                  |                    |                    |                    |                  |                  |                  |                                                 |                                 |       |  |
| Grado              | Suboficial Maestre | Suboficial Mayor | Suboficial Primero | Suboficial Segundo | Suboficial Inicial | Sargento Primero | Sargento Segundo | Sargento Inicial | Marinero de Primera                             | Cabo Conscripto                 |       |  |

## Especialidades
La gran cantidad de lagos y ríos del país son el terreno de operación de la Armada Boliviana. En ese sentido, y de la misma manera que las otras ramas de las FF. AA., la Armada Boliviana forma a su "Gente de Mar" en Ciencias y Artes Navales a nivel Técnico Superior en las siguientes especialidades:
- Máquinas
- Mar y Cubierta
- Administración
- Electricidad
- Comunicaciones
- Infantería de Marina
- Música

| Insignia |

## Presente y futuro
El Registro Internacional Boliviano de Buques (RIBB) es el organismo encargado de conceder las licencias y el pabellón nacional a los buques que lo soliciten y cumplan una serie de requisitos; se creó como consecuencia de la Convención de las Naciones Unidas sobre el Derecho del Mar y apoyar a las reclamaciones bolivianas para recuperar su salida al océano Pacífico. Debido a la existencia de casos de falsificación de documentos e insignias bolivianas, el gobierno decidió controlar el uso tanto de licencia como pabellón.
A pesar de que el país no tiene salida soberana al mar, debe considerarse la superficie correspondiente a la parte boliviana del lago Titicaca. Incluso la seguridad en las vías fluviales marcan un nivel de importancia en la medida en que combaten el narcotráfico, piratería y contrabando.
La Armada ha recibido un mayor presupuesto, se han adquirido, de Corea del Sur, 16 barcazas, 2 remolcadores y varias lanchas patrulleras; además se construyen barcos fluviales de pequeño y mediano calado (incluidas lanchas patrulleras) de acuerdo al "Plan de Desarrollo Institucional 2000–2020".

## Marina mercante
- Unidad de Marina Mercante. dentro de la Administración Marítima Unidad de gran importancia y relevancia en la estructura de la Armada Boliviana, con proyección a los diferentes mares y océanos del mundo